# Light & Magic (programma televisivo)
Light & Magic è una miniserie documentaristica del 2022 diretta da Lawrence Kasdan. La serie ha debuttato su Disney+ il 27 luglio 2022 con tutti e sei gli episodi.

## Trama
La serie racconta la storia della società di effetti visivi cinematografici Industrial Light & Magic (ILM) dalla sua fondazione nel 1975 al suo ruolo chiave nello sviluppo degli effetti visivi nel cinema.

## Puntate
| nº | Titolo originale                    | Titolo italiano                | Pubblicazione  |
| -- | ----------------------------------- | ------------------------------ | -------------- |
| 1  | Gang of Outsiders                   | Un banda di fuoriclasse        | 27 luglio 2022 |
| 2  | On the Bucking Bronco               | Se sei in ballo devi ballare   | 27 luglio 2022 |
| 3  | Just Think About It                 | Pensaci                        | 27 luglio 2022 |
| 4  | I Think I Found My People           | Forse ho trovato il mio posto  | 27 luglio 2022 |
| 5  | Morfing                             | Morfing                        | 27 luglio 2022 |
| 6  | No More Pretending You're Dinosaurs | Smettetela di fare i dinosauri | 27 luglio 2022 |

### Un banda di fuoriclasse
L'episodio racconta della creazione della società di effetti visivi Industrial Light & Magic e degli sforzi fatti per sviluppare la tecnologia necessaria per gli effetti visivi e speciali del primo film della trilogia originale di Guerre stellari.

### Se sei in ballo devi ballare
L'episodio racconta gli sforzi della Industrial Light & Magic per completare gli effetti visivi di Guerre stellari.

### Pensaci
Parla del lavoro effettuato per gli effetti visivi de L'impero colpisce ancora.

## Produzione
La miniserie è stata annunciata per la prima volta nel 2022 ad un panel della Star Wars Celebration dal produttore esecutivo Ron Howard, dal responsabile degli effetti visivi Dennis Muren, da Phil Tippett, da Joe Johnston, da Rose Duignan e dal vicepresidente esecutivo e direttrice generale e della Lucasfilm Lynwen Brennan. Alcune scene della serie sono state mostrati al panel.
Al regista Lawrence Kasdan è stato concesso un accesso e libertà senza precedenti, e ha intervistato i veterani degli effetti speciali. Molti dei momenti discussi dai relatori sono rappresentati in filmati dietro le quinte in tempo reale.

## Colonna sonora
La colonna sonora della miniserie è stato pubblicata in digitale il 27 giugno 2022.

### Light & Magic Original Soundtrack
Tracce
Testi e musiche di James Newton Howard, tranne dove diversamente indicato.
1. Light & Magic – 0:41
2. Scale & Focus – 1:44
3. Building Technologies – 1:48
4. Wonder – 1:18
5. Team Assembles – 4:10
6. The Paintings Inspired Me – 2:22 (Michael Dean Parsons)
7. 1000x Exciting – 0:59
8. Separate Ways – 0:49
9. I Wasn't Invited to Go – 2:36
10. The Train of Drama – 2:22
11. Indistinguishable from Reality – 1:54 (Xander Rodzinski)
12. Not Happy – 0:43
13. Lucky Guy – 1:19
14. Secret Special Effects People – 2:19 (Michael Dean Parsons)
15. A Form of Alchemy – 2:45 (Tobin Pugash)
16. Potatoes – 2:04
17. Family – 1:57 (Xander Rodzinski)
18. Optical Printer – 1:33 (Tobin Pugash)
19. Final Assembled Product – 2:28
20. Ingenuity – 2:45
21. Never Grow Up – 2:48

## Promozione
Il 7 luglio 2022 è stato pubblicato il trailer, mentre quello italiano il 27 luglio successivo.
Sempre il 7 luglio 2022 è stato pubblicato anche un poster ufficiale sul sito di Guerre stellari.

## Accoglienza
La serie sull'aggregatore di recensioni Rotten Tomatoes ha ricevuto una valutazione complessiva 100% con una media di 8,7/10, basata su 14 recensioni. Il consenso della critica recita: "Documenta l'ascesa della ILM con un'attenzione completa ai dettagli, Light & Magic è un degno saluto all'olio di gomito che viene impiegato nella realizzazione dei film e una delizia assoluta per gli appassionati di magie cinematografiche".
Brian Lowry della CNN ha dichiarato che Lawrence Kasdan è riuscito a dare uno sguardo riflessivo, divertente e dettagliato alla creazione degli effetti speciali nel corso della serie e ha trovato che si tratti di una visione ambiziosa e profonda di come gli effetti speciali della ILM possano avere un impatto. Jim Hemphill di IndieWire ritiene che Kasdan riesca a raccontare un'ampia storia di tecnologie avanzate attraverso una lente personale, affermando che il documentario segue l'evoluzione della Lucasfilm e dei suoi dipendenti in modo commovente, divertente e profondo.
Stephanie Morgan di Common Sense Media ha assegnato al documentario un punteggio di 4 stelle su 5, ne ha apprezzato il valore educativo, definendo affascinante il dietro le quinte, e ha lodato la rappresentazione di messaggi e modelli positivi, citando l'ingegno, la perseveranza e il lavoro di squadra, pur prendendo atto delle diverse rappresentazioni. Tara Bennett di IGN ha assegnato alla serie un voto di 7 su 10, ha definito la creazione della Lucasfilm da parte di George Lucas una storia avvincente e ha affermato che la società riesce a descrivere il suo impatto sull'industria cinematografica attraverso Light & Magic, ma ha trovato la serie troppo condensata, affermando che il documentario è troppo breve per spiegare l'intera storia della Lucasfilm.